# Talisia cupularis
Talisia cupularis är en kinesträdsväxtart som beskrevs av Ludwig Radlkofer. Talisia cupularis ingår i släktet Talisia och familjen kinesträdsväxter. Inga underarter finns listade i Catalogue of Life.